# Skip Sempé
Skip Sempé (New Orleans, Louisiana, 1958) is een Amerikaans klavecimbelspeler.

## Levensloop
Sempé studeerde muziek, musicologie, organologie en kunstgeschiedenis aan de Oberlin Conservatory in de Verenigde Staten. Hij vervolledigde zijn opleiding in Amsterdam bij Gustav Leonhardt. Zijn persoonlijke interpretaties trokken de aandacht van Reinhard Goebel en William Christie, die hem aanmoedigden om in Europa te blijven en verder te gaan met zijn eigen en eigenzinnige aanpak van het minder bekende repertoire over de periode 1500-1750. 
Skip Sempé is uitgegroeid tot een van de voorname gangmakers wat betreft muziek uit de Renaissance en de Barok.
In 1986 stichtte hij het ensemble Capriccio Stravagante (drie tot dertig uitvoerders). De leden delen zijn visie betreffende de uitvoeringspraktijk: sterke sonoriteit, vrijheid in de interpretatie, fioritures, dramatische aanwezigheid tegenover het publiek, met de expressie van een Latijns temperament. Dit alles zijn elementen die volgens Sempé aan de grondslag liggen van de muziek uit de Renaissance en Barok.
De stijgende reputatie die hij verwierf met zijn ensemble bracht hem ertoe het oorspronkelijk ensemble uit te breiden onder de namen Capriccio Stravagante Orchestra, Capriccio Stravagante Renaissance Orchestra en Capriccio Stravagante Opera. Voor deze verschillende opstellingen doet hij beroep op de beste uitvoerders van het ogenblik. De combinatie van nonchalance en kracht hebben hem en het ensemble wereldwijd reputatie bezorgd.
Als solist heeft Sempé een eigen uitvoeringswijze ontwikkeld met veel variatie in de sonoriteit van het instrument. Hij heeft op sommige van de meest prestigieuze klavecimbels gespeeld, producten van de ateliers van Ruckers, Skowroneck, Kennedy en Sidey, heeft hij zich vooral bekendgemaakt als vertolker van de Franse klassieke klavecimbelliteratuur, met inbegrip van de Chambonnières, Jean-Henri d'Anglebert, Forqueray, Louis en François Couperin en Jean-Philippe Rameau. Daarnaast verwierf hij reputatie voor zijn avontuurlijke interpretaties van Bach en Scarlatti, en voor zijn uitvoeringen van de vroege virginalisten, William Byrd en zijn tijdgenoten. 
Als solist trad hij onder meer op in La Roque d'Antheron, op het openingsconcert voor het Cleveland Museum of Art en in het Kasteel van Versailles. Hij gaf talrijke meestercursussen, onder meer voor de Berkeley Early Music Festival, de McGill University en de University of Montreal. 
Skip Sempé is opgetreden op vele plaatsen, als solist, basso continuo of dirigent van Capriccio Stravagante. Zijn te vermelden: London, Wigmore Hall - Athene, Megaro Mousikis - Amsterdam, Concertgebouw, alsook in Scandinavië, de VS, Canada, Frankrijk, het VK, Duitsland, Oostenrijk, Nederland. Hij trad ook op tijdens festivals, zoals in Aldeburgh, Barcelona, Aranjuez, Montpellier, Nimes, Montreux, Schleswig-Holstein, Boston, Utrecht, Bremen, and the London Lufthansa Festival.
In 2012 was Sempé jurylid voor de internationale wedstrijd klavecimbel in het kader van het Festival Musica Antiqua in Brugge.

## Publicatie
- Essays on Music and Performance. Collected writings, 2012

## Onderscheidingen
- Diapason d' Or de l'année,
- Choc du Monde de la Musique de l'année,
- Grand Prix du Disque de l' Academie du Disque Francais,
- Preis der Deutschen Schallplattenkritik,
- Grammy Award Nomination voor het debuutalbum van Capriccio Stravagante Orchestra.